# Teucrium ussuriense
Teucrium ussuriense là một loài thực vật có hoa trong họ Hoa môi. Loài này được Kom. miêu tả khoa học đầu tiên năm 1931 publ. 1932.